# Cameron Dawson
Pour les articles homonymes, voir Dawson.
Cameron Miles Dawson, né le 7 juillet 1995 à Sheffield (Angleterre), est un footballeur anglais qui évolue au poste de gardien de but à Rotherham United.

## Biographie
Lors de la saison 2018-19, il s'impose dans l'équipe de Sheffield Wednesday sous l'entraîneur Jos Luhukay. Cependant, après que celui-ci est limogé en décembre 2018, le nouvel entraîneur, Lee Bullen, opte pour Keiren Westwood comme gardien titulaire.
Le 24 juin 2024, il rejoint Rotherham United.